# Ананд (округ)
Ананд — округ у штаті Гуджарат, Індія. Площа округу становить 3.204 км², а населення 2092745 осіб (станом на 2011).

## Демографія
Із 2092745 мешканців округу 1087224 (52.0 %) становлять чоловіки та 1005521 (48.0 %) становлять жінки. В окрузі зареєстровано 427605 домогосподарств (із яких 30.4 % у містах та 69.6 % у селах). У містах проживає 634987 осіб (30.3 %), а в селах 1457758 осіб (69.7 %). Грамотними є 1551253 осіб (74.1 %), а неграмотними 541492 осіб (25.9 %). Грамотними є 80.4 % чоловіків та 67.3 % жінок.

## Міста
- Ананд
- Анклав
- Бгадран
- Бгуракой
- Бочасан
- Боріаві
- Борсад
- Дгармадж
- Ґамді
- Карамсад
- Кхамбгат
- Оде
- Петлад
- Тарапур
- Умретх
- Ваделі
- Валлабг-Від'янаґар
- Васад
- Васна
- Ватав
- Віттхал-Уд'йоґнаґар-Іна